# 別站在我的墳前哭泣
〈別站在我的墳前哭泣〉（英語：Do not stand at my grave and weep）是由美國詩人瑪莉·伊莉莎白·弗萊（Mary Elizabeth Frye）在1932年所寫的詩作。雖然在她往後的歲月中詩是否為其所作有所爭議，但是報紙專欄作家親愛的艾比（Dear Abby）在1998年研究證實了她的著作權。

## 詩作內容
早期被他人印製在明信片上的版本:

原文：
Do not stand at my grave and weep;
I am not there, I do not sleep
I am a thousand winds that blow.
I am the diamond glints on snow.
I am the sunlight on ripened grain.
I am the gentle autumn rain.
When you awaken in the morning's hush
I am the swift uplifting rush
Of quiet birds in circled flight.
I am the soft stars that shine at night.
Do not stand at my grave and cry;
I am not there. I did not die.
翻譯：
不要在我的墳前哭泣
我不在那裡，我沒有長眠
我化為千風吹送著
我化為雪中閃耀的鑽石
我化為陽光灑落在成熟稻穀上
我化為秋雨綿綿
當你在早晨的寧靜中醒來
我化為湍急的溪流
寧靜的鳥兒在上方盤旋
我化為溫柔的星星在夜晚閃耀著
不要在我的墳前哭泣
我不在那裡，我從未長眠
瑪莉·伊莉莎白·弗萊後來被證實的版本:
原文：
Do not stand at my grave and weep,
I am not there, I do not sleep.
I am in a thousand winds that blow,
I am the softly falling snow.
I am the gentle showers of rain,
I am the fields of ripening grain.
I am in the morning hush,
I am in the graceful rush
Of beautiful birds in circling flight,
I am the starshine of the night.
I am in the flowers that bloom,
I am in a quiet room.
I am in the birds that sing,
I am in each lovely thing.
Do not stand at my grave and cry,
I am not there. I do not die.
翻譯：
不要在我的坟墓前哭泣，
我不在那裡，我沒有長眠。
我在劲吹的千風中，
散落在皚皚的雪原。
我是溫柔的秋雨，
滋润金黃的麥田。
我是百鳥盤旋的黎明。
我是點綴夜晚的群星。
我在綻放的百花中，
妝點寧靜的屋檐。
我是高歌的飛鳥，
留存於美好的人間。
不要在我的坟墓前哭泣，
我不在那裡，我從未長眠。

## 作者與流傳
此诗来源有两说：一是一对印第安夫妇本恩爱有加，妻子因病去世，丈夫不堪悲痛，也准备殉情，恰在收拾抽屉时发现了妻子留下的这首诗，身心震动，于是决定好好生活。二是美国诗人瑪莉·伊莉莎白·弗萊于1932年时爲友人玛格丽特·施瓦茨克夫（Margaret Schwarzkopf）过世的母亲而作。
儘管瑪莉·伊莉莎白·弗萊是本詩唯一可信的版權聲稱者，但本詩的作者仍不是很明確，且詩本身也不是由弗萊所出版。弗萊是最為普遍被註明為作者的人，而且她的文學成就也幾乎是建立在本詩上。然而本詩的其他的來源（包括傳統美國原住民的來源）也被議了許多年。由於與本詩相似的風格，本詩被認為是受到美國原住民的影響。
關於著作權確立的調查是由阿比蓋爾·馮‧布倫（Abigail Van Buren）在數年之後所進行。著作權被證實之前，有一個本詩的短篇繪本被發現在某小鎮的書店裡，繪本以水墨畫呈現每一行詩句，因為這個情形，作者仍是未明確。
1995年，英國國家廣播公司電台在节目中读起这首诗，恰被一名儿子是死于爱尔兰共和军炸弹袭击的北爱尔兰士兵的父亲听到，他于是想起他的儿子在私人遗物中留有一封写着「致所有我愛的人」的信件，信件中便记着这首诗。他在公众场合读出这首诗，引起大家的感情共鸣，使得本诗开始在不列颠流传以至于广为人知。通过很多版本歌曲的演绎，这首诗又在世界上得以闻名。在美国911事件中，本诗因被朗诵用于纪念遇难者，被再度引起关注。

## 外部連結
- Different versions and short note（页面存档备份，存于）